# 1206 Numerowia
1206 Numerowia eller 1931 UH är en asteroid i huvudbältet, som upptäcktes 18 oktober 1931 av den tyske astronomen Karl Wilhelm Reinmuth i Heidelberg. Den har fått sitt namn efter den ryske astronomen Boris Numerov.
Asteroiden har en diameter på ungefär 14 kilometer.